# Gasgebrekbeveiliging
Een gasgebrekbeveiliging, ook wel B-klep genaamd, is een gasklep die de gastoevoer afsluit als de gaslevering faalt terwijl toestellen aanstaan.

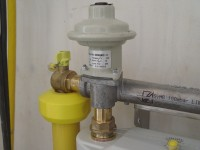
Gecombineerde drukreduceer-/gasgebrekbeveiliging

Bijvoorbeeld: Een gasfornuis is aangesloten op het aardgasnet en staat aan om water te koken. Het gasbedrijf pleegt onderhoud aan het gasnet en de gaslevering wordt tijdelijk stopgezet. Het fornuis blijft open staan, de waterketel vergeten. Zodra de gasdruk herstelt zal gas onverbrand uit het fornuis stromen waardoor bij onvoldoende ventilatie een gevaarlijke situatie kan ontstaan. De gasgebrekbeveiliging sluit bij wegvallen van de voedingsdruk de leiding af waardoor ongelukken voorkomen worden.
De gasgebrekbeveiliging herstelt zich zodra alle toestelkranen gesloten zijn. Binnenin de gasgebrekbeveiliging bevindt zich een omloopkanaaltje voorzien van een klein gaatje. Juist dit gaatje zorgt ervoor dat er een kleine hoeveelheid gas gecontroleerd uit het gasfornuis stroomt. Omdat er een reukstof aan het aardgas is toegevoegd kan je deze uitstroom door te ruiken waarnemen. Omdat er door het openstaan van het gasfornuis geen druk opgebouwd kan worden in de binnenleiding, zal de volledige gastoevoer zich niet automatisch herstellen. Er blijft dus een gecontroleerde hoeveelheid gas uitstromen.

Zodra de binnenleiding voldoende druk heeft, er wordt dus geen gas afgenomen omdat alle toestellen dicht zijn, dan opent de gasgebrekbeveiliging weer. Dit herstellen duurt ongeveer 15 minuten maar is afhankelijk van de grootte van de gasinstallatie en van de voordruk. De voordruk is de druk welke door de energieleverancier aangeboden wordt. Afhankelijk van het gasnet is dit in de meeste gevallen 30 mbar of 100 mbar.
Niet alle huizen zijn uitgevoerd met een b-klep, de voorschriften verschillen per gasbedrijf. De gasgebrekbeveiliging is veelal gecombineerd met de drukreduceer die voor de gasmeter in de meterkast is aangebracht.
Diverse toestellen zijn uitgevoerd met vlambeveiliging waardoor ook geen gasgebrekbeveiliging nodig is. Denk aan de geiser, gevelkachel of cv-ketel waarbij de waakvlam alleen aangestoken kan worden terwijl de vlambeveiliging overbrugd wordt door een tijdlang een knop ingedrukt te houden. Gaat de waakvlam uit dan koelt de voeler af en stopt de gastoevoer naar het toestel. 